# Clarence C. Little
Clarence C. Little (né à Brookline (Massachusetts) le 6 octobre 1888 et mort le 22 décembre 1971) est un scientifique américain, spécialiste du cancer et de la génétique, qui travailla également sur le tabac, notamment pour le compte du Tobacco Industry Research Committee (en). Il est à l'origine du Jackson Laboratory (en), un centre de recherche sur le cancer réputé ainsi qu'un des organismes à l'origine du développement de l'utilisation de souris de laboratoire. Président de l'American Eugenics Society (en), Little, dont les compétences scientifiques n'était pas remises en cause, était et demeure une personnalité controversée.

## Des études à la présidence d'universités
Né dans le Massachusetts, il fit ses études au lycée Noble and Greenough School (en) avant d'entrer à Harvard. Il y travaille sous la direction du généticien William E. Castle, notamment en expérimentant sur des souris. Il développa ainsi une souche spécifique de souris (la DBA, Dilute, Brown and non-Agouti).
Intégré à l'United States Army Signal Corps pendant la Première Guerre mondiale, il rejoint ensuite le Cold Spring Harbor Laboratory pendant trois ans. En 1921, il participe à la fondation de l'American Birth Control League avec la féministe Margaret Sanger et Lothrop Stoddard.
À 33 ans, il devient le président d'université le plus jeune, celle du Maine (1922-1925), puis celle du Michigan. Ses positions en faveur de l'eugénisme, du contrôle des naissances et de l'euthanasie en font une personnalité controversée. Il préside ainsi l'American Eugenics Society (en). En 1929, il devient managing director de l'American Society for the Control of Cancer, ancêtre de l'American Cancer Society.

## La création du Jackson Laboratory
Parallèlement, il fonde un laboratoire à Bar Harbor (Maine), qui deviendra le célèbre Jackson Laboratory (en), du nom d'un de ses donateurs. En 1938, ce laboratoire obtient l'une des premières bourses de l'Institut national du cancer nouvellement créé. En 1944, le Jackson Laboratoire envoie 9 000 souris par semaine à d'autres laboratoires à travers le pays. En 1950, il détenait plus de 60 souches différentes de souris, dont l'hybride F1 utilisé dans une multitude de recherches. Little continua à diriger l'institut jusqu'à sa démission en 1954, à l'âge de 66 ans.

## Une retraite au Tobacco Industry Research Committee
Sa retraite est occupée en tant que directeur scientifique du scientific advisory board du Tobacco Industry Research Committee (en) (TIRC), poste qu'il occupa de 1954 à 1969. Personnalité éminente de la cancérologie mais aussi de la génétique, Clarence Little apportait en effet une caution scientifique d'importance à l'industrie du tabac qui prétendait attribuer aux seules causes génétiques la responsabilité du cancer du poumon.
Il meurt à 83 ans d'une crise cardiaque.